# 汶川娃儿藤
汶川娃儿藤（学名：Tylophora nana）是夹竹桃科娃儿藤属的植物，为中国的特有植物。分布于中国大陆的四川、甘肃等地，生长于海拔1,000米至1,800米的地区，多生长于山野旱地，目前尚未由人工引种栽培。